# Вилбертон Намбер Ту (Пенсилванија)
Вилбертон Намбер Ту (енгл. Wilburton Number Two) насељено је место без административног статуса у америчкој савезној држави Пенсилванија.

## Демографија
По попису из 2010. године број становника је 96, што је 19 (24,7%) становника више него 2000. године.
| Група             | 2000.      | 2010.       |
| Белци             | 76 (98,7%) | 96 (100,0%) |
| Афроамериканци    | 0 (0,0%)   | 0 (0,0%)    |
| Азијати           | 0 (0,0%)   | 0 (0,0%)    |
| Хиспаноамериканци | 1 (1,3%)   | 0 (0,0%)    |
| Укупно            | 77         | 96          |